# 国鉄7500形蒸気機関車

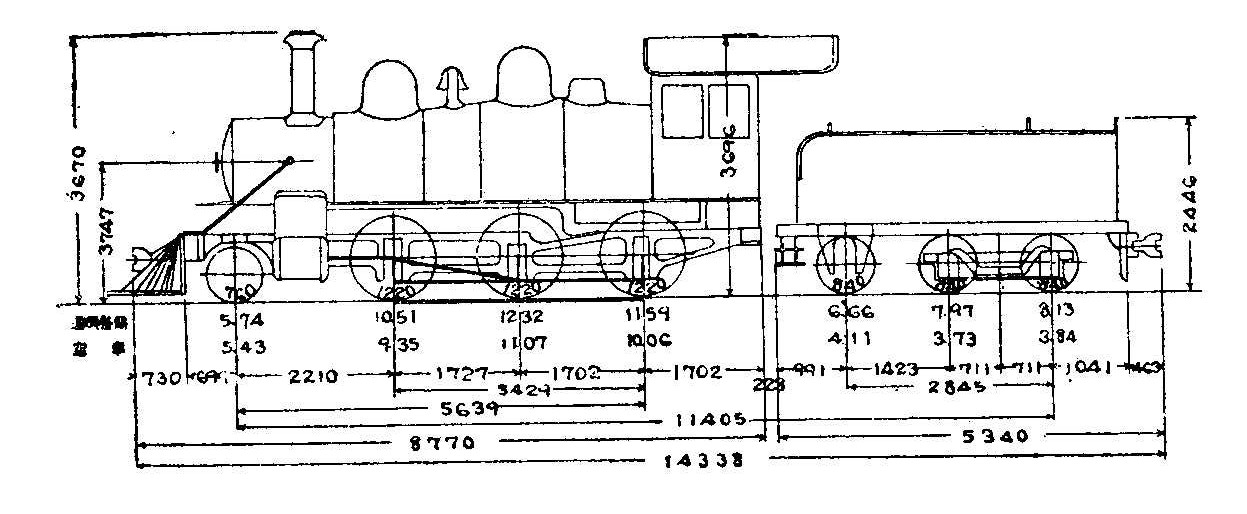
形式図

7500形は、かつて日本国有鉄道の前身である鉄道院、鉄道省に在籍したテンダ式蒸気機関車である。

## 概要
元は、北海道官設鉄道がアメリカのボールドウィン・ロコモティブ・ワークスから1903年（明治36年）に4両（製造番号23090, 23114, 23129, 23130）、1904年（明治37年）に2両（製造番号24458, 24459）を輸入した、車軸配置2-6-0(1C)単式2気筒の飽和式機関車である。メーカーにおける種別呼称は8-26D。1905年の北海道官設鉄道の国有鉄道への編入にともなって、国有鉄道籍を得たものである。北海道官設鉄道時代はB6形と称し、番号は1903年製は27 - 30、1904年製は34, 35であったが、官設鉄道（鉄道作業局）編入後はEf形と称した。1909年（明治42年）の鉄道院の車両形式称号規程制定にともなって、7500形（7500 - 7505）と改番された。この際、7270形に編入されるべき汽車製造製の2両（B8形36, 37）が誤定により本形式に編入された（7506, 7507）が、直ちに訂正された。
形態的には典型的アメリカ古典機スタイルで、機関車部分は先行するB5形（鉄道院7300形）よりやや大型である。ボイラーは第3缶胴で急に太くなったワゴントップ式で第2缶胴上に砂箱、第4缶胴上に蒸気ドームが設置されている。また、当初から電灯式の前照灯を装備しており、運転室前のボイラー上に蒸気タービン式発電機を備えていた。炭水車の台車は3軸片ボギー式で、ボギー台車は釣合梁式である。
当初の使用線区は釧路線を除く北海道官設鉄道全線で、客貨両用に使用された。国有化後は名寄に集められていたが、その後は入換用として旭川に配置、1933年（昭和8年）頃には5両が函館、1両(7501)は旭川であった。1937年（昭和12年）1月に7501が廃車されたが、1941年（昭和16年）には7502と7505が苗穂の配置となっていた。これらは太平洋戦争後まで国有鉄道の籍にあり、最終的には釧路の配置となっていた。7500を除く4両は1948年（昭和23年）1月、7500は1949年（昭和24年）3月に廃車となった。

## 主要諸元
- 全長 : 14,339mm
- 全高 : 3,747mm
- 最大幅 : 2,642mm
- 軌間 : 1,067mm
- 車軸配置 : 2-6-0(1C)
- 動輪直径 : 1,219mm
- 弁装置 : スチーブンソン式アメリカ形
- シリンダー（直径×行程） : 406mm×508mm
- ボイラー圧力 : 11.3kg/cm2
- 火格子面積 : 1.40m2
- 全伝熱面積 : 90.4m2
  - 煙管蒸発伝熱面積 : 81.1m2
  - 火室蒸発伝熱面積 : 9.3m2
- ボイラー水容量 : 3.4m3
- 小煙管（直径×長サ×数） : 51mm×3175mm×160本
- 機関車運転整備重量 : 40.10t
- 機関車空車重量 : 35.91t
- 機関車動輪上重量（運転整備時） : 34.42t
- 機関車動輪軸重（第2動輪上） : 12.32t
- 炭水車運転整備重量 : 22.76t
- 炭水車空車重量 : 11.68t
- 水タンク容量 : 9.1m3
- 燃料積載量 : 2.54t
- 機関車性能
  - シリンダ引張力 : 6,540kg
- ブレーキ装置 : 手ブレーキ（炭水車のみ）、空気ブレーキ